# Пейн (округ, Оклахома)
Шаблон:StateAbbr_ 36°05′ пн. ш. 96°58′ зх. д. / 36.08° пн. ш. 96.97° зх. д.
Округ Пейн (англ. Payne County) — округ (графство) у штаті Оклахома, США. Ідентифікатор округу 40119.

## Історія
Округ утворений 1890 року.

## Демографія
За даними перепису 
2000 року 
загальне населення округу становило 68190 осіб, зокрема міського населення було 46406, а сільського — 21784.
Серед мешканців округу чоловіків було 34648, а жінок — 33542. В окрузі було 26680 домогосподарств, 15316 родин, які мешкали в 29326 будинках.
Середній розмір родини становив 2,9.
Віковий розподіл населення поданий у таблиці:
| Стать    | До 15 років | 15-21 | 22-29 | 30-39 | 40-49 | 50-65 | 65-85 | Понад 85 |
| -------- | ----------- | ----- | ----- | ----- | ----- | ----- | ----- | -------- |
| Чоловіки | 5638        | 6697  | 6897  | 4347  | 4153  | 3909  | 2678  | 329      |
| Жінки    | 5246        | 6864  | 5111  | 3815  | 4065  | 4099  | 3545  | 797      |

## Суміжні округи
- Поні — північний схід
- Крік — схід
- Лінкольн — південь
- Логан — південний захід
- Нобл — північний захід

## Виноски
1. ↑  U.S. Decennial Census. United States Census Bureau. Архів оригіналу за 26 квітня 2015. Процитовано 22 лютого 2015.
2. ↑  Historical Census Browser. University of Virginia Library. Архів оригіналу за 11 серпня 2012. Процитовано 22 лютого 2015.
3. ↑  Forstall, Richard L., ред. (27 березня 1995). Population of Counties by Decennial Census: 1900 to 1990. United States Census Bureau. Архів оригіналу за 19 лютого 2015. Процитовано 22 лютого 2015.
4. ↑  Census 2000 PHC-T-4. Ranking Tables for Counties: 1990 and 2000 (PDF). United States Census Bureau. 2 квітня 2001. Архів оригіналу (PDF) за 18 грудня 2014. Процитовано 22 лютого 2015.
5. ↑  State & County QuickFacts. United States Census Bureau. Архів оригіналу за 16 липня 2011. Процитовано 12 листопада 2013.(англ.) Наведено за англійською вікіпедією.
6. ↑  American FactFinder. Бюро перепису населення США. Архів оригіналу за 26 лютого 2012. Процитовано 31 січня 2008.

| США | Це незавершена стаття з географії США. Ви можете допомогти проєкту, виправивши або дописавши її. |